# طانيوس شاهين
طانيوس شاهين سعادة الريفوني (1815-1895) مُكارِي وزعيم الفلاحين الموارنة في جبل لبنان. قاد ثورة الفلاحين في منطقة كسروان عامي 1858 و 1860، ضد آل الخازن الإقطاعيين في المنطقة. ثم أعلن بدعم من الفلاحين إنشاء الجمهورية في كسروان. وقد اُعتبر على نطاق واسع من قبل الإكليروس المارونيين والقناصل الأوربيين بأنه شخص همجي وذو سمعة سيئة، بينما نظر له عوام المسيحيين على أنه شخصية شعبية واعتبروه وصياً على مصالحهم. وهي النظرة التي روج لها شاهين نفسه.
في أعقاب انتصاره في كسروان، أطلق شاهين ومقاتلوه غارات متقطعة ضد القرى في المناطق المجاورة، مثل جبيل والمتن، رافعاً عنوان الدفاع عن حقوق المسيحيين المحليين. وقد قادت هذه الغارات المتعددة في النهاية إلى اندلاع الحرب الأهلية في جبل لبنان عام 1861، لا سيما في معركة بيت مري بين الموارنة والدروز المحليين، والتي كان شاهين المحارب الرئيسي فيها. وعلى الرغم من ادعائه أن بإمكانه جمع جيش من 50.000 للقضاء على قوات الإقطاعيين الدروز، إلا أنه صرح بأنه لن يوسع مشاركته في الحرب. وبعد انتهاء الحرب، خسر شاهين الصراع على النفوذ في الشؤون المارونية لمصلحة يوسف بك كرم. ليتخلى شاهين لاحقاً عن جمهوريته، ثم عمل في سلك القضاء في قريته، ريفون.

## النشأة وشخصيته
وفقاً للمؤرخة إليزابيث تومبسون، فهناك معلومات قليلة متاحة حول السيرة الذاتية لشاهين. وتذكر هذه المعلومات أنه وُلِد لعائلة مسيحية مارونية في قرية ريفون في قضاء كسروان في جبل لبنان في عام 1815. وفقاً لتومبسون، فإن شاهين قد يكون متعلماً كما يتبين من بداية حياته المهنية كونه قد يكون حرفياً أو قام ببعض الأعمال، في حين يصفه المؤرخ اللبناني كمال الصليبي بأنه كان «شبه متعلم». وقبل قيام ثورة 1859 وقيادته للفلاحين في كسروان، عمل في البيطرة ومُكارياً كوالده شاهين سعادة الذي امتلك الخيل والبغال التي كانت تنقل البضائع عبر كسروان، كما امتهن الحدادة التي اشتهر بها في سوق الزوق.
كان شاهين طويل القامة وذا عضلات. ووفقاً لتومبسون، فقد كان شاهين خطيباً مفوهاً وكانت خطاباته ذات تأثير قوي، خصوصا في اجتماعات القرية، يضاف إلى ذلك سجيته العنيفة، وفقاً للصليبي. وقد أصبح بمثابة شيخ الشباب المحليين، وهو لقب تشريفي وعادة ما يدل على رجل القرية القوي الذي يستمد قوته من أتباعه من الرجال المسلحين. وقد كان شاهين محط إعجاب واحترام من قبل الفلاحين في كسروان، وبعضهم اعتبره «المخلص». ووفقاً لمؤرخ محلي، فقد أُجريت له عدة استقبالات كبرى وسط فرحة واحتفالات من قبل السكان عندما كان يدخل إحدى القرى. أما الدبلوماسيون الأوروبيون فقد وصفوه بشكل مختلف باعتباره همجي وبشع، في حين اعتبره بعض رجال الدين أيضاً بأنه مخادع.

## قيادة ثورة الفلاحين

### الانتفاضة في كسروان
بدأ غضب الفلاحين في كسروان يتزايد منذ منتصف القرن 19، نتيجة لعدد من العوامل، بما في ذلك أعباء السخرة التي فرضت خلال حكم الأمير بشير الثاني الشهابي، المصاعب الاقتصادية والنقص في توفر الأراضي. وقد كانت عائلة آل الخازن هي الحاكم التقليدي في كسروان وحملت لقب الشيخ، رغم أن قوتها قد تضاءلت بشكل ملحوظ خلال حكم الأمير بشير. وقف آل الخازن موقف المعارضة من فكرة إنشاء «القائمقامية المزدوجة» في جبل لبنان في خلال العقد 1840، والتي بموجبها يتم تقسيم جبل لبنان إلى قطاعين إداريين، مسيحي ودرزي، كما عم السخط الشديد بسبب تعيين الشيخ حيدر أبي اللمع من أسرة مختلطة بين الدروز والمسيحيين بصفته قائممقام على الجزء الماروني من القائممقامية. وقد خشي آل الخازن من أن هذا التعيين سوف يخضعهم رسمياً إلى سلطة حيدر أبي اللمع. وعقب وفاة هذا الأخير في عام 1854، خلفه في المشيخة بشير أحمد أبو اللمع المدعوم من طرف فرنسا بعد فوزه على خصمه بشير عساف الذي كان مدعوماً من قبل بريطانيا، وقد حاول بشير أحمد هو الآخر الحد من نفوذ آل الخازن، ما دفعهم إلى تحريك الفلاحين للثورة ضد بشير أحمد. إلا أن الثورة انقلبت بشكل مفاجئ وتحولت ضد آل الخازن وحلفائهم الإقطاعيين.
وكان الفلاحون قد حذروا آل الخازن منذ فترة طويلة من عواقب إجراءاتهم المتمثلة بفرض الضرائب الضخمة على الفلاحين، رغم كونها مرفوضة بعد إصدار الدولة العثمانية خط كلخانة عام 1839 والخط الهمايوني عام 1856، إضافة إلى إجبارهم على منح آل الخازن هدايا إضافية فوق الضرائب وذلك في المواسم والأعياد وهو ما اعتبره الفلاحين أمراً مهيناً.
في أوائل عام 1858، قدمت مجموعة من الفلاحين من كسروان شكوى رسمية ضد الخازن إلى خورشيد باشا، الوالي العثماني في بيروت. وفي وقت لاحق، في مارس 1858، عقد آل الخازن قمة للشعب في كسروان من أجل حشد الدعم لترشيحهم لمناصب القائمقامية الجديدة. بدلاً من ذلك، أعرب الفلاحين المشاركين في القمة معارضتهم لمساعي آل الخازن. وفي أكتوبر، دخلت عدة قرى في كسروان في تحالف ضد شيوخ آل الخازن. وفي ديسمبر اختار هذا التحالف شاهين كزعيم لهم، وأعلنوه لاحقاً بمنصب الوكيل الأول، وكان هذا الأخير حاقداً على الإقطاعيين بسبب تأثره بموت والده بفنجان القهوة المسموم من قبل حاكم ذوق مكايل، كسروان «جمال الخازن»، ما دفعه إلى تحريض الفلاحين على التصدي لآل الخازن.
في يناير 1859، كثف شاهين من تحركاته المسلحة ضد شيوخ آل الخازن مع قوة من 800 من مقاتليه الفلاحين، وكذلك البورجوازية الأوروبية الصغرى التي كانت هي الأخرى ضد الإقطاعيين، فقاموا بضرب الحصار على آل الخازن خلال إحدى قممهم في غوسطا. وقد دفع الحصار المشايخ إلى الفرار من القرية، ليقوم الفلاحين تحت قيادة شاهين بنهب ممتلكات آل الخازن. شرع شاهين ورجاله في مهاجمة بقية ممتلكات ومشايخ آل الخازن في قرى أخرى مع خسائر قليلة في القتلى، باستثناء زوجة وابنة أحد شيوخ الخازن حيث قُتلتا في عجلتون في يوليو خلال غارة على منزلهم من قبل الفلاحين. وقد اعتبر البطريرك الماروني بولس بطرس مسعد، حادثة قتلهم بأنها «جريمة مروعة» وأدانها علناً. قام الفلاحون بنهب الحرير ومخازن القمح التابعة للشيوخ وتم توزيع السلع بين الفلاحين في كسروان. بحلول يوليو، كان حوالي 500 إلى 600 من عائلة الخازن قد فروا إلى بيروت في حالة فقر. وسع شاهين المطالب الرئيسية لتحركاته التي كانت تشمل تخفيف الضرائب واسترداد الفلاحين للمدفوعات غير القانونية التي تم دفعها سابقاً لشيوخ الخازن لتشمل أيضاً الإصلاحات السياسية والقانونية. فاستنجد شاهين بفرمان الكلخانة، الذي كفل المساواة لجميع المواطنين العثمانيين.

### إنشاء الجمهورية
بعد انتصاره على مشايخ آل الخازن، قام شاهين والفلاحين بتشكيل حكومة في كسروان، ثم أعلن الجمهورية. وحمل في الجمهورية الوليدة لقب الوكيل العام. في خريف عام 1859 قام بنقل مقر تمرده من قرية ذوق مكايل الساحلية إلى مسقط رأسه في ريفون في الجبال. على الرغم من أن الثورات كانت شائعة نسبياً في جبل لبنان، إلا أن طرد عائلة آل الخازن من قبل حركة فلاحية كانت حركة لم يسبق لها مثيل. تألفت حكومة شاهين من مجلس من 100 عضواً ممثلين لقرى كسروان، وأكثر من نصفهم من ممثلي الفلاحين الذين لا يملكون أراضي، 32 عضواً كانو من المزارعين جيدي الحال، عشرة أعضاء مثلوا رجال الدين والثلاثة الباقين هم من التجار أو المقرضين. وكان شاهين خلال هذه الفترة يشرف على قوة قوامها 1000 رجل، وقد سمحت له هذه القوة بممارسة السلطة عن طريق الاستيلاء على الأسلحة وضمان التمسك بالقانون وإرساء الأمن على الطرقات. كما وأصدر عقوبات انضباطية في مراسيم باسم الشعب على الأفراد المنشقين المشتبه بخياننتهم للحكومة. ودخل أيضاً في مفاوضات مع شيوخ آل الخازن، لكنها وصلت لم تفضي إلى أي شيء.
كانت القرى الرئيسية التي تدعم حكومة شاهين ريفون، عجلتون، عشقوت، قليعات ومزرعة كفردبيان. كان ممثلو هذه القرى قادرين على كسب التضامن من القرى الأخرى عن طريق إقناع سكانها بالوسائل السلمية والقسرية أحياناً أن المسيحيين جميعاً جزء من مجتمع واحد مع هدف موحد. إلا أن قادة بعض القرى، مثل غوسطا، عرمون، غزير وفتوح عارضوا شاهين وثورته. زادت شعبية شاهين بسبب نظرة الفلاحين المسيحيين إليه على أنه منقذهم من التسلط الدرزي وسيطرة النخب التقليدية المارونية على مقدرات الأمور في جبل لبنان. وقد تعززت هذه النظرة أكثر بعد أن ساهم رجال شاهين بدعم السكان المسيحيين في اشتباك مع السكان الدروز في قرية بيت مري المختلطة في المتن في أغسطس 1859.
طالب آل الخازن باستعادة حكمهم في كسروان ورفعوا شكاوي إلى الحكومة العثمانية حول الممتلكات المسروقة أو التالفة من قبل الفلاحين. أطلق العثمانيين تحقيقاً في كسروان، لكن في مقابلاتهم مع الفلاحين، ادعى الفلاحون أنهم لم يكونوا على علم بعمليات النهب وغيرها من الجرائم، في حين نفى ممثلي شاهين أنهم متمردون، وأصروا على أنهم يسعون فقط لتنفيذ الإصلاحات والتنظيمات الواردة في مرسوم الكلخانة وأعلنوا رغبتهم في استعادة القانون والنظام. رفع الفلاحين طلبات للبطريركية المارونية، طلبوا فيها تعويض من آل الخازن عن الضرائب التي كانت تؤخذ بصورة غير قانونية ومن بينها الهدية التقليدية المطلوبة من الفلاحين، وإلغاء ضرائب الزواج التي يفرضها آل الحازن ووضع حد للممارسات المهينة للفلاحين. ووسط المطالبات، اعترف شاهين اسمياً بأن البطريركية المارونية هي الحكم النهائي في المنازعات، لكنه دعاها إلى الوفاء بالتزاماتها للأهالي (العوام). في حادث منفرد أطلق هو أو رجاله طلقات باتجاه مقر البطريرك في بكركي لاستضافته عدد من شيوخ آل الخازن الذين سعوا إلى اللجوء هناك. في مارس 1859، رفض شاهين طلب الكنيسة لعقد اتفاق مع شيوخ آل الخازن، مشيراً إلى ضرورة «التشاور مع جميع الأهالي وجميع القرى» أولاً.
شكل صعود شاهين حرجاً وتشويشاً للحكومة العثمانية لاستخدامه لموضوع تنظيمات الكلخانة لإضفاء الشرعية على ثورته. وقد اعتبر العثمانيون أن الدعوة في التنظيمات إلى المساواة الدينية لا يمكن أن تترجم إلى المساواة بين الطبقات. وهو ما فسره شاهين كذلك. وعلاوة على ذلك، فإن الحكومة العثمانية لم تتمكن من تصديق أو الأخذ بالاعتبار، أن مجموعة من الفلاحين شبه الأميين الناطقين بالعربية من منطقة ريفية مثل كسروان يمكن أن يكونوا ممثلين لحركة التنظيمات. ولذلك كان رد فعل السلطات العثمانية على تحركات الفلاحين سلبياً، على الرغم من أن السلطات العثمانية المحلية في بيروت كانت عموماً عاجزة عن التحرك ضد المتمردين الفلاحين بسبب نقص الأموال والقوات على الأرض. كان خورشيد باشا يتعاطف أكثر مع مشايخ آل الخازن وفي رسالة إلى البطريركية اُتهم شاهين بقيامه باستخدام «الخداع ليضلل عقول الناس ولإغواءهم ليتبعوه في طرقه الشريرة». وقد انصب التركيز الرئيسي للسلطات العثمانية في لبنان على ثورة شاهين. ومع ذلك، اتهم المؤرخون اللبنانيون في وقت لاحق الوالي خورشيد باشا بقيامه بتقديم الدعم الضمني على الأقل لشاهين من أجل كسر التضامن الطائفي.
أرسل خورشيد باشا الأمير يوسف علي مراد، وهو شيخ ماروني من عائلة أبي اللمع، لكبح المتمردين الفلاحين في الجبيل، ولكن شاهين أرسل رسالة يحذر فيها الأمير يوسف من التدخل في شؤون الجبيل لأن «مسيحيي الجبيل قد توحدوا مع أهالي كسروان»، وادعى أن«جميع المسيحيين من سوريا أصبحت لهم قضية مشتركة». وأدان الأمير يوسف لسماحه لنفسه بالوقوف إلى جانب شيوخ آل الخازن المخلوعين وادعى أن له «أقارب دروز» واتهمه بمحاولة «تركيع المسيحيين بعد أن تحققت لهم الحرية». وقد هدد الأمير يوسف ودعاه إلى «العودة دون تأخير»، وأنه إذا كان «يريد القتال، نحن أكثر حرصا منكم على ذلك، ونحن لسنا خائفين». وقد تأهبت النخب المارونية والكنيسة المارونية والسلطات العثمانية إلى تفاقم خطر شاهين بعد الدعم الذي تلقاه من الفلاحين المسيحيين في كسروان وأجزاء أخرى من جبل لبنان وتحديه للأمير يوسف من خلال نهج طائفي شعبوي.
وفي استجابة لشكاوي كاهن ماروني حول المضايقات من قبل المسلمين الشيعة ضد المسيحيين، قام رجال شاهين بمهاجمة القرى والمسافرين الشيعة في جبيل وطالبوا القرى الشيعية باعتناق المسيحية لتجنب الاعتداء. فتظاهر السكان الشيعة في جبيل على هذه الاعتداءات في يونيو 1859. وبينما بدأت إجراءات شاهين بتوليد مزيد من الإحباط لدى كافة الأطراف المسيحية والمسلمة والدرزية، فإن سمعته بينهم كمدافع عن حقوق المسيحيين بدأت تنمو أكثر في الأوساط الشعبية.

## الحرب الأهلية في جبل لبنان
أدى الإصرار المتزايد من الفلاحين الموارنة على الاستمرار في الثورة ودعمهم لشاهين وثقتهم في تفوقهم النابع من أغلبيتهم الديموغرافية في جبل لبنان إلى قلق الدروز الإقطاعيين، الذين بدأوا يسلحون المقاتلين الفلاحين التابعين لهم. وبالمقابل ورغم ثقتهم بقوتهم فقد شعر الفلاحين الموارنة بالقلق بسبب خوفهم من تزايد عداء المسلمين تجاه المسيحيين في العهد العثماني في سوريا، ولذلك قام المسيحيون بتسليح أنفسهم، ولا سيما عن طريق المطران الماروني طوبيا عون.
امتد التوتر وأصبح يقترب إلى العنف شيئاً فشيئاً، وبين مارس ومايو 1860، حصلت عدة عمليات قتل وهجمات طائفية بين الدروز والمسيحيين وكانت معظم الهجمات انتقامية وقد جرت في جميع أنحاء جبل لبنان ومحيطه المباشر. في أواخر شهر مايو، قام شاهين ونحو 300 من رجاله بدخول قرية النقاش المختلطة بين الدروز والموارنة في المتن بغرض الاستيلاء على الحرير المملوك لعائلة نبيلة من كسروان. وبعد ذلك بدلاً من العودة إلى ريفون، قاد شاهين رجاله لدخول قرية أنطلياس القريبة. وقد اعتبر الدروز أن توغل شاهين في أنطلياس يعد استفزازاً للدروز الذين خشوا من أن وجود مقاتلي شاهين في القرية سيهدد السكان الدروز في المتن. اعتبر كثير من المسيحيين في المقابل نشر قوات خورشيد باشا في حازمية يوم 26 مايو استفزازاً لأنهم يعتقدون بوجود تحالف بين خورشيد باشا والدروز واعتقدوا أن نشر تلك القوات هو إشارة لبداية الهجوم المضاد الدرزي عليهم. أما شاهين فقد أعلن أن دخوله قرية أنطلياس كان لغرض حماية أمراء آل شهاب المسيحيين الذين كان مقرهم في بعبدا.
ورغم أن شاهين أعلن أنه جاء لحمايتهم. إلا أن أمراء شهاب طلبوا من شاهين ورجاله الانسحاب من محيط بعبدا لتجنب الصراع. ومع ذلك، في 29 مايو وقعت اشتباكات في قرية بيت مري في المتن بين الدروز والمسيحيين المقيمين، الأمر الذي أدى إلى مشاركة إخوانهم في القرى المجاورة. وبحلول 30 مايو، نجح الدروز في هزم مقاتلي كسروان في بيت مري. لينتشر القتال بعد ذلك في جميع أنحاء المتن، فتم إحراق 35-40 قرية مسيحية في أنحاء المنطقة. ووفقاً للمؤرخة اللبنانية ليلى طرزي فواز، فقد كان مقاتلي كسروان غير منضبطين وغير فعالين ضد قوات الدروز التي كانت أكثر خبرة وأفضل تسليحاً وموحدة.
انتشر القتال في المتن بسرعة في جميع أنحاء جبل لبنان والمنطقة المحيطة به، فأصبح القتال حرباً أهلية بين الدروز والمسيحيين، ثم امتد القتال لاحقاً إلى أجزاء أخرى من سوريا. أعلن شاهين أنه يمكنه رفع عديد قواته إلى 50,000 مقاتل لمحاربة الدروز، فيما ناشد المسيحيون من مناطق خارج كسروان شاهين ليتدخل. ومع ذلك وما أن نجحت القوات العثمانية في إيقاف شاهين وقواته في المتن، حتى تراجع هو وغيره من قادة الميليشيات المارونية وأصبحت عملياتهم تقتصر بشكل كبير على حماية مناطقهم الأصلية. في منتصف شهر يونيو، تعرضت زحلة آخر معاقل المسيحيين إلى الحصار قبل الدروز، ولم يتمكن شاهين من إرسال أي تعزيزات ما أدى إلى سقوط المدينة. وقد وحد هذا النصر الدروز في كافة أنحاء جبل لبنان. في 29 يوليو، وتحت ضغط من المطران عون وافق شاهين أن يعلن صراحة طاعته للسلطان العثماني. بالرغم من أن ثورة الفلاحين لم تكن موجهة ضد الدولة العثمانية، وقد اُعتبر إعلان شاهين على أنه رفض ظاهري لشرعية الثورة. في تصريحه أيضًا، أكد شاهين أنه اضطر لتنفيذ الثورة بسبب غدر رجال الفساد.

## حياته اللاحقة ووفاته
نجح التدخل الدولي بقيادة فرنسا في إنهاء الحرب الأهلية وتمت استعادة النظام في 1861. وكانت حركة شاهين في حالة غير مستقرة في أعقاب الحرب، كما أنه لم يتمكن من تقديم الدعم المالي لأنصاره من الفلاحين الفقراء، وقد خاب أمل رجال الدين الموارنة فيه، وكانت القيادة الرسمية العثمانية والنبلاء المحليين ضده. فعزم العثمانيين، ورجال الدين والنبلاء على وضع حد لحركته كونه أصبح يمثل العقبة الأخيرة لإعادة التنظيم السياسي لجبل لبنان في متصرفية جبل لبنان. هدَّد شاهين باعتناق البروتستانتية مع أنصاره إذا تم إعادة شيوخ آل الخازن إلى كسروان، بينما أعلن مسعد - بطريرك الكنيسة المارونية - استعداده لطرد شاهين وأنصاره.
وفي الوقت نفسه، تم تعيين يوسف بك كرم - وهو زعيم ماروني من إهدن حصل على درجة من الشعبية خلال الحرب بدعم من البطريركية المارونية والحكومة الفرنسية - كـقائممقام ممثل عن المناطق المسيحية في جبل لبنان وذلك من قبل محمد فؤاد باشا بعد انتهاء الحرب. عارض شاهين كرم، والذي قام في محاولة للتوفيق بين الطائفة المارونية، بإصدار أوامر موجهة للفلاحين في كسروان لاستعادة الممتلكات التي استولى عليها آل الخازن وتعويض الأخير عن خسائرهم. وأيد شاهين الأمير ماجد شهاب، واقترح تعيينه كقائممقام عوضاً عن كرم. أخيراً اشتبكت قوات كرم وشاهين في كسروان في أواخر مارس 1861 واندلعت المعركة في منطقة بين ريفون وعشقوت، فانهزم شاهين وهرب. وقامت قوات كرم في وقت لاحق بمداهمة منزله في ريفون، وتم سجن بعض أنصاره، ونُشِر عدد من الجنود في القرى التي دَعَّمَت حركة شاهين.
تلقى كرم نصيحة من فؤاد باشا بملاحقة شاهين، في حين صرح القنصل البريطاني عن رغبته في رؤية كرم يعيد آل الخازن إلى وضعها السابق في كسروان. أخيراً، اغتنم شاهين زيارة الجنرال الفرنسي شارلز دي بوفورت لمنطقة كسروان فطلب منه التوسط له مع كرم، فتم ذلك باجتماعهما في 12 أبريل. فوافق شاهين أن يرضخ إلى سلطة القائمقامية دون شروط. في وقت لاحق في عام 1861، ألغى شاهين الجمهورية التي أسسها في كسروان. وبعد تقاعده من العمل السياسي، خدم شاهين كمسؤول قضائي في ريفون. وهناك، توفي عام 1895 في غموض نسبي. حيث أنه لم يترك أي مذكرات عن دوره في الحرب الأهلية.

### باللغة العربية
1. ↑  خليل أحمد خليل (2003). التوريث السياسي في الأنظمة الجمهورية العربية المعاصرة. المؤسسة العربية للدراسات والنشر. ص. 54. ISBN:9789953360515.
2. ↑  الجنرال طانيوس شاهين. جريدة الوسط البحرينية. 18 يناير 2017 نسخة محفوظة 02 فبراير 2017 على موقع واي باك مشين.
3. ↑  من هو طانيوس شاهين؟. جنوبية. اطلع عليه في 17 يناير 2017 نسخة محفوظة 19 فبراير 2017 على موقع واي باك مشين.
4. ↑  ثورةُ فلاحين قادها رجلٌ اسمه طانيوس شاهين. التيار الوطني الحر. اطلع عليه في 17 يناير 2017 نسخة محفوظة 02 فبراير 2017 على موقع واي باك مشين.
5. ↑  سوسن النجار نصر؛ كمال جنبلاط (2010). لبنان والجسر الوطني المقطوع. الدار التقدمية.
6. ↑  محمد البعلبكي؛ فاضل سعيد عقل؛ كلودا فاضل عقل (2004). فاضل سعيد عقل، ابن الشهيد. دار الفارابي. ISBN:9789953438429.
7. ↑  أسعد سابا (1967). طانيوس شاهين: زعيم الشعبية ومعلن الجمهورية. بيروت: مرقد العنترة.
8. ↑  أنطوان سلامة (2012). طانيوس شاهين، من منازلة الإقطاع إلى عجز الثورة: جبل لبنان. بيروت: دار النهار للنشر. ISBN:9789953743486.
9. ↑  السياسة والدين وبناء الدولة (القرن11 -16 / 19) - انتفاضة كسروان (1858-1860). اطلع عليه في 18 يناير 2017 نسخة محفوظة 20 فبراير 2017 على موقع واي باك مشين.
10. ↑  أنطوان خويري (2005). تاريخ غوسطا الديني والحضاري والاجتماعي. دار الأبجدية.
11. ↑  الحرب الأهلية اللبنانية. اطلع عليه في 17 يناير 2017 نسخة محفوظة 04 مارس 2016 على موقع واي باك مشين.
12. ↑  سركيس أبو زيد (1997). عروبة يوسف بك كرم. دار أبعاد.

### باللغة الإنجليزية
1. 1 2 3 4 5 6 7 8  Thompson 2013, p. 43.
2. 1 2 3 4 5  Johnson 2001, pp. 95–96.
3. ↑  Johnson 2001, p. 95.
4. 1 2  Fawaz 1994, p. 44.
5. 1 2  Makdisi 2000, p. 96.
6. 1 2 3 4 5 6 7 8  Thompson 2013, p. 42.
7. 1 2 3 4 5  Trablousi 2007, p. 30.
8. 1 2 3  Makdisi 2000, p. 99.
9. 1 2  Harris 2012, p. 157.
10. ↑  Thompson 2013, p. 37.
11. 1 2  Makdisi 2000, p. 97.
12. ↑  Makdisi 2000, p. 98
13. ↑  Makdisi 2000, p. 103.
14. ↑  Makdisi 2000, p. 104.
15. 1 2  Makdisi 2000, p. 105.
16. 1 2 3  Makdisi 2000, p. 106.
17. 1 2  Makdisi 2000, p. 107.
18. ↑  Makdisi 2000, pp. 107–108.
19. ↑  Makdisi 2000, p. 111.
20. 1 2  Fawaz 1994, p. 50.
21. ↑  Fawaz 1994, p. 54.
22. ↑  Fawaz 1994, p. 56.
23. ↑  Traboulsi 2007, p. 35.
24. ↑  Fawaz 1994, pp. 66–67.
25. ↑  Fawaz 1994, p. 68.
26. 1 2 3 4 5 6 7  Makdisi 2000, p. 158.
27. 1 2 3  Johnson 2001, p. 43.
28. ↑  Khouri 2003, p. 43.
29. 1 2  Hakim 2013, pp. 111–112.
30. ↑  Hokayem 1988, pp. 389–390.
31. 1 2 3 4  Porath 1966, p. 152.
32. ↑  Hokayem 1988, p. 401.